# 呂特延湖 (施托爾曼縣)
53°39′3.8″N 10°22′21.5″E / 53.651056°N 10.372639°E

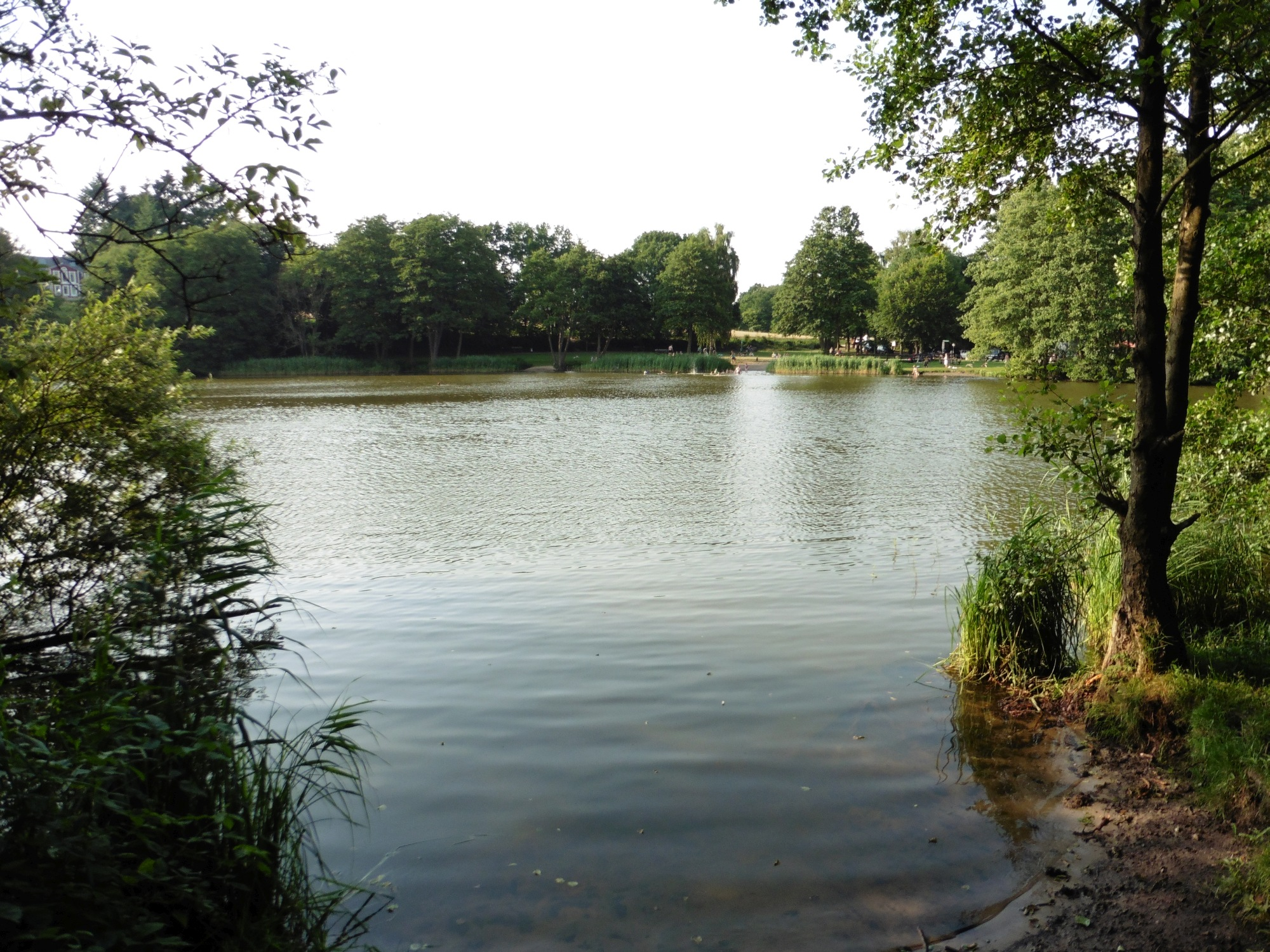

呂特延湖（德語：Lütjensee），是德國的湖泊，位於該國北部石勒蘇益格-荷爾斯泰因州，由施托爾曼縣，長1.3公里、寬0.4公里，面積0.33平方公里，海拔高度44米，平均水深1.7米，最大水深3.2米，水體容量55萬立方米，湖岸線長度3.4公里。